# Cerkiew Objawienia Pańskiego w Lohusuu
Cerkiew Objawienia Pańskiego – prawosławna parafialna cerkiew w Lohusuu, należąca do eparchii narewskiej Estońskiego Kościoła Prawosławnego. Świątynia parafialna.
Cerkiew została wzniesiona z inicjatywy proboszcza parafii Narodzenia św. Jana Chrzciciela w Lohusuu, ks. Gabriela Smirieczanskiego, w celu zastąpienia starszej świątyni, która przestała już spełniać potrzeby wiernych. Uroczyste położenie kamienia węgielnego miało miejsce 14 maja 1897. Autorem projektu świątyni był W. Łunski, zaś łączny koszt prac zamknął się kwotą 12 400 rubli.
Budynek został wzniesiony z kamienia i z cegły, mieści 400 uczestników nabożeństw. We wnętrzu obiektu znajduje się jednorzędowy ikonostas, zaś na dzwonnicy zawieszono pięć dzwonów, dwa podarowane przez konsystorz eparchii ryskiej oraz trzy ze starszej cerkwi. Poświęcenie świątyni miało miejsce 29 listopada 1898. Od tego momentu budynek jest świątynią parafialną.

## Galeria

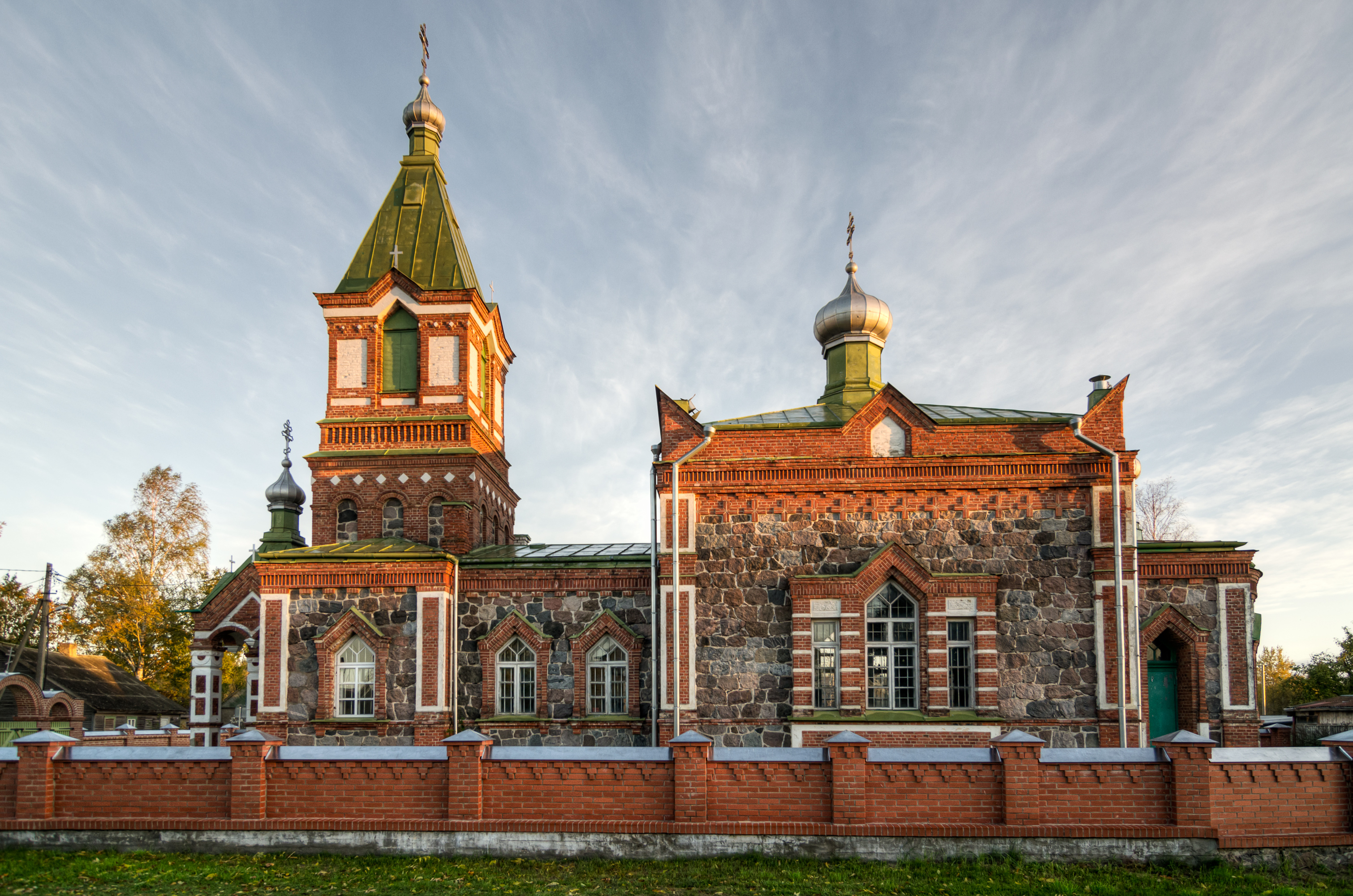
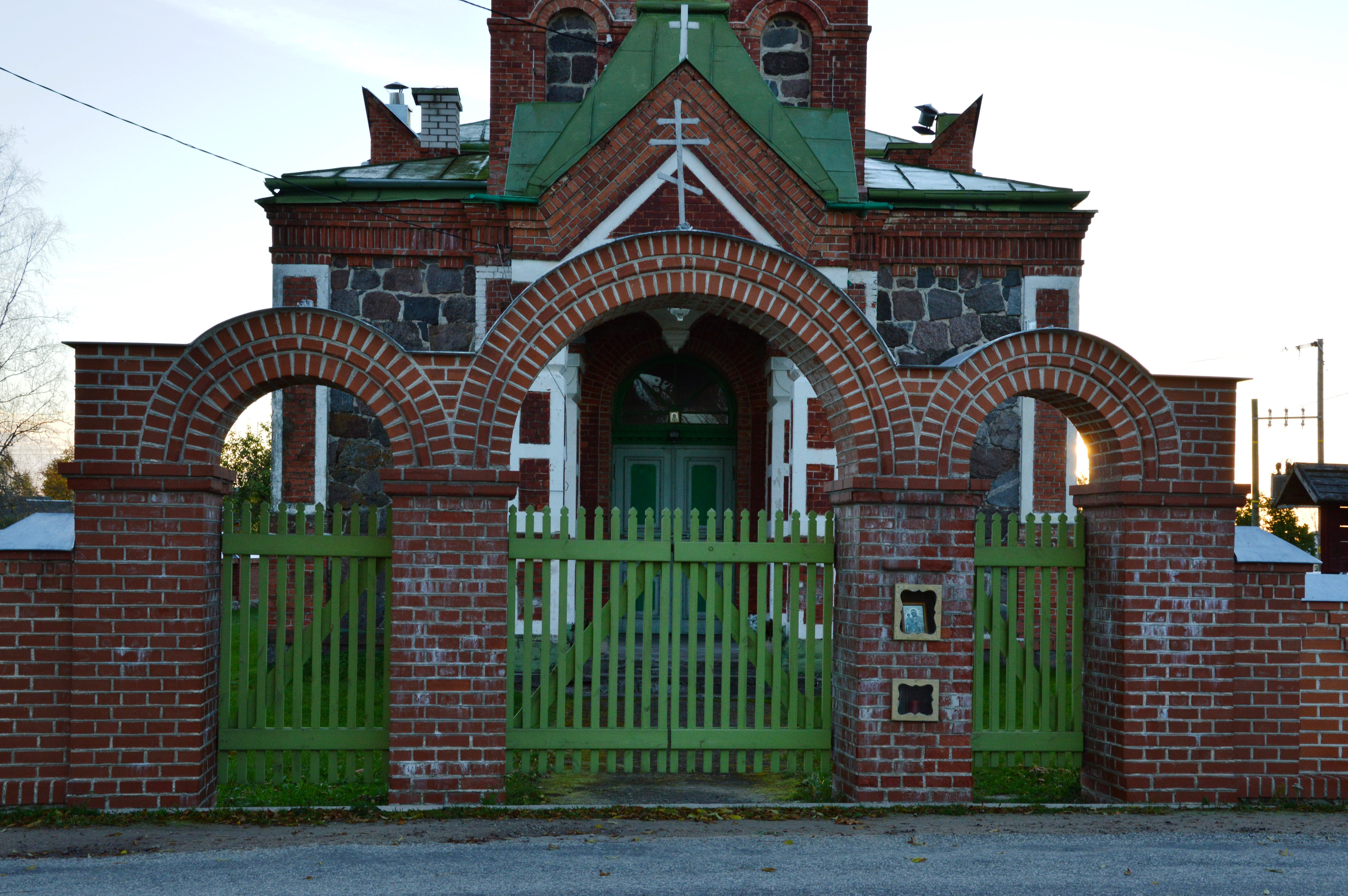
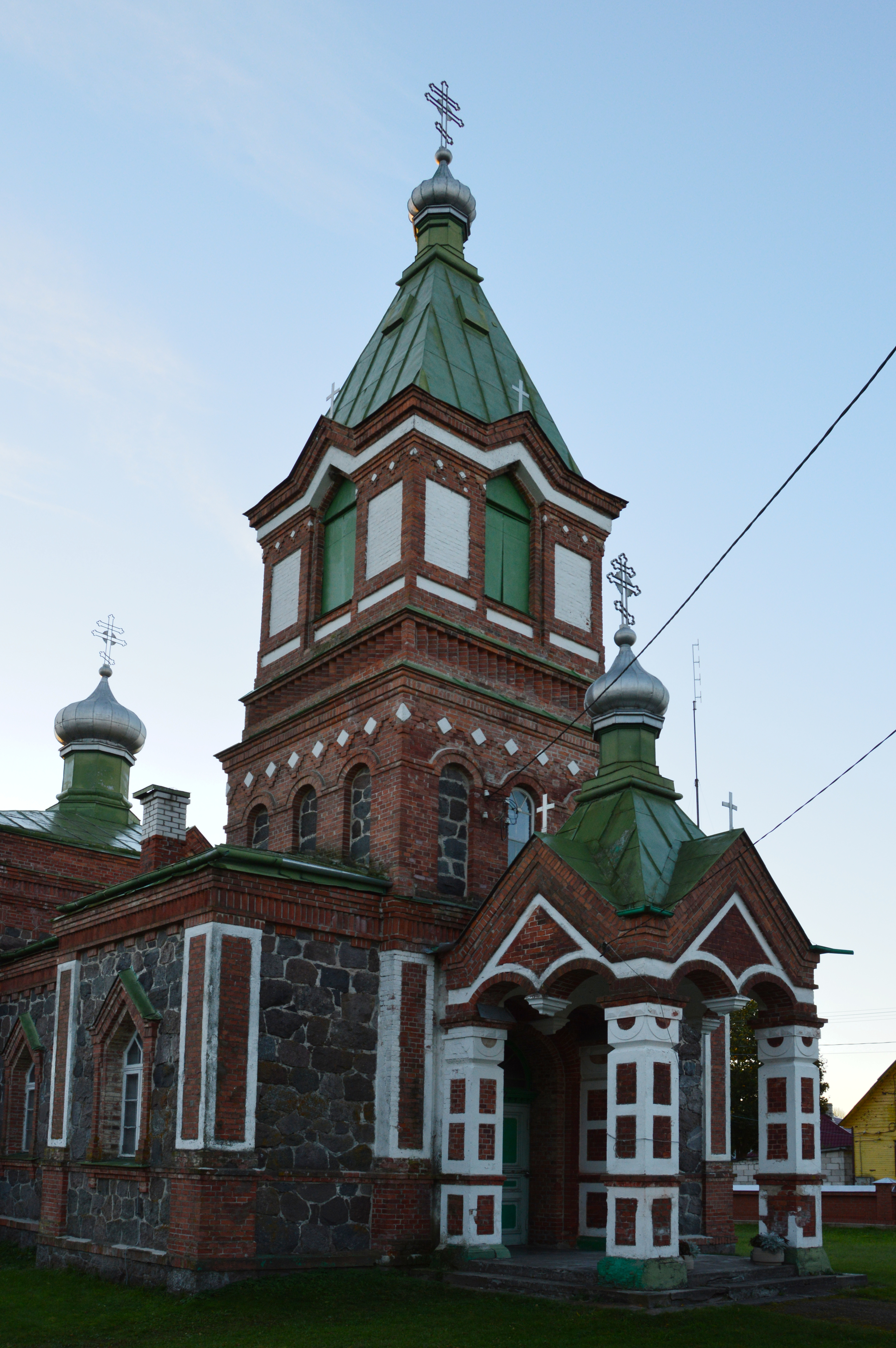